# Christapor Mikaelian
Christapor Mikaelian, nome di battaglia Hellen, Topal e Edward (in armeno Քրիստափոր Միքայէլեան?; Verin Agulis, 18 ottobre 1859 – Sabljar, 17 marzo 1905), è stato un rivoluzionario armeno con cittadinanza russa.
Fu uno dei tre fondatori della Federazione Rivoluzionaria Armena e tra i massimi esponenti del movimento di liberazione nazionale dell'Armenia.

## Biografia

### La gioventù e l'attivismo politico
Nato in un villaggio a maggioranza armena nell'odierna Repubblica Autonoma di Naxçıvan, rimase orfano a dieci anni. Nel 1870 si iscrisse alla scuola normale di Tiflis, dove si diplomò nel 1880. All'inizio degli anni Ottanta del XIX secolo insegnò ai lavoratori migranti dell'Armenia occidentale a leggere e scrivere in lingua armena e a maneggiare armi da fuoco. Nel 1884 assunse la guida di un gruppo di lavoratori armeni a Tiflis. Nello stesso anno, un ukaz del governo imperiale russo decretò la chiusura di tutte le scuole parrocchiali in Armenia. Ciò scatenò lo sdegno di Mikaelian, che stampò e distribuì opuscoli anti-zaristi.
Nel 1885, dopo aver lasciato il lavoro di insegnante, si trasferì a Mosca, dove si iscrisse all'Istituto Agronomico. Lì si unì all'organizzazione rivoluzionaria Narodnaja volja, nella quale fu introdotto a Simon Zavarian e Stepan Zorian. In questo periodo abbracciò anche la causa del socialismo rivoluzionario, che costituì la base della sua concezione di liberazione nazionale armena attraverso la lotta armata. Divenne un seguace della filosofia anarchica di Mikhail Bakunin, che sosteneva l'azione diretta e il decentramento, principi che avrebbe mantenuto per tutta la vita.

### La fondazione della Federazione Rivoluzionaria Armena

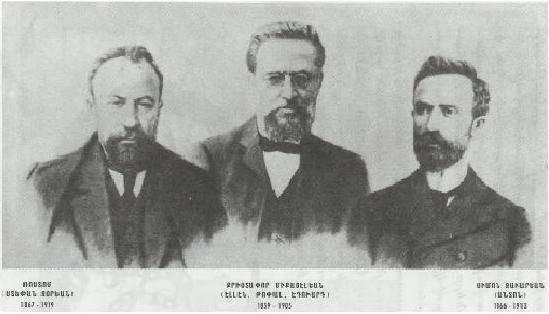
I fondatori dell'HHD da sinistra a destra: Stepan Zorian, Christapor Mikaelian e Simon Zavarian.

Dopo il crollo di Narodnja volja negli anni Ottanta del XIX secolo, i tre studenti armeni in Russia tornarono nel Caucaso, dove iniziarono a pubblicare e distribuire letteratura socialista rivoluzionaria. Lo stesso Mikaelian abbandonò l'università nel 1887, per avviare una campagna rivoluzionaria. Nello stesso anno tentò di fondare una rivista rivoluzionaria insieme a Zorian, ma i costi operativi si rivelarono proibitivi, nonostante il sostegno della Stampa Libera Russa. Negli anni successivi tornò così brevemente a insegnare a Tiflis e nel suo villaggio natale Agulis.
Nel 1889 Mikaelian fondò l'organizzazione rivoluzionaria della Giovane Armenia (in armeno: Երիտասարդ Հայաստան), con l'obbiettivo di compiere attacchi clandestini nell'Armenia occidentale per poi scatenare una rivoluzione armata contro l'Impero ottomano. A Tiflis iniziarono a riunirsi anche altri gruppi rivoluzionari armeni con ideologie diverse, persino opposte, dal nazionalismo al liberalismo e al marxismo. Così, facendo leva sul loro comune impegno per la liberazione degli armeni dal giogo ottomano attraverso la lotta rivoluzionaria, Mikaelian, Zavarian e Zorian riuscirono a riunire tutti questi gruppi in un'unica organizzazione, fondando la Federazione Rivoluzionaria Armena (HHD) nell'estate del 1890.

### A capo dell'HHD
L'HHD pubblicò un manifesto che invitava gli armeni ad agire per la liberazione dei loro compatrioti nell'Impero ottomano. A Tiflis, Mikaelian e Zavarian formarono il comitato centrale dell'organizzazione, incaricato di organizzare il movimento rivoluzionario, e iniziarono a pubblicare la rivista Droshak. Una delle loro prime sfide fu quella di sedare le discordie tra i marxisti del Partito Socialdemocratico Hunchakian (PSDH) e gli antisocialisti che si erano uniti all'HHD. Per bilanciare gli equilibri all'interno dell'organizzazione Mikaelian e Zavarian decisero di utilizzare una terminologia che riconoscesse gli obiettivi del movimento operaio, evitando però riferimenti specifici al “socialismo”. Tuttavia, entro il 1891, l'SDHP era ormai insofferente rispetto all'accordo con l'HHD, ritenendo che Mikaelian e Zavarian, entrambi socialisti, avessero perso influenza a favore degli antisocialisti, e alla fine si separò dal partito.
L'anno successivo Mikaelian e Zavarian furono arrestati ed esiliati in Bessarabia, causando il collasso del comitato centrale. La responsabilità dell'organizzazione del movimento rivoluzionario fu assunta da Stepan Zorian, che iniziò a decentralizzare la struttura dell'ARF. Mikaelian riuscì a fuggire in Romania, stabilendosi a Galați, dove riprese a redigere Droshak. Nel febbraio 1892 pubblicò il terzo numero di Droshak, prima che gli uffici di pubblicazione della rivista venissero trasferiti a Ginevra. In breve tempo Mikaelian e Zavarian tornarono a Tiflis, dove istituirono un ufficio politico che fungeva da organo esecutivo del movimento rivoluzionario all'interno della nuova struttura decentrata del partito. Dall'ufficio di presidenza inviarono sul campo i lavoratori per svolgere il lavoro di agitazione nell'Armenia occidentale, coordinarono gli organi esecutivi decentrati nelle varie regioni, distribuirono fondi e supervisionarono l'attuazione delle proposte dei congressi del partito.
Al primo congresso dell'HHD, nel 1892, il partito approvò il suo programma politico, redatto con la collaborazione di Mikaelian e Zavarian, che prevedeva: la liberazione dell'Armenia ottomana attraverso un'insurrezione e l'instaurazione di una democrazia sociale al suo posto; lo svolgimento di attività di propaganda, educazione e azioni armate, compresi sabotaggi e assassinii, contro l'Impero ottomano; il decentramento della struttura del partito, al fine di creare una “rete dinamica” di organizzazioni autonome. Negli anni successivi, Mikaelian fu attivamente coinvolto nelle attività dell'HHD nel Caucaso. Dopo essere stato imprigionato per 6 mesi nel 1895, organizzò la spedizione di Khanasor nel 1897, prima di tornare in esilio e trasferirsi a Ginevra l'anno successivo. Al secondo congresso dell'HHD nel 1898, l'organizzazione riaffermò la sua struttura decentralizzata, istituendo un ufficio occidentale a Ginevra per agire a fianco dell'ufficio orientale a Tiflis e assicurando che gli uffici sarebbero stati eletti da ogni congresso dell'HHD e ne avrebbero dovuto rispondere. Mikaelian fu eletto nell'ufficio di Ginevra, dove lavorò a fianco di Stepan Zorian, Armen Garo, Arshak Vramian e Smpad Khachadourian.
Nel 1898 Mikaelian divenne caporedattore di Droshak. Riunì diversi giornalisti e scrittori armeni per collaborare a Droshak, tra cui Avetis Aharonian, Avetik Isahakyan, Khachatur Malumian e Sarkis Minassian. Si assicurò anche il lavoro scritto di simpatizzanti stranieri come gli italiani Amilcare Cipriani e Ricciotti Garibaldi, e i francesi Francis de Pressensé, Urbain Gohier e Pierre Quillard. Mikaelian supervisionò anche la creazione della pubblicazione francese Pro Armenia, curata da Quillard, che sollecitava contributi da tutta l'Europa occidentale a sostenere la liberazione nazionale armena. Finanziata dal bureau ginevrino di Mikaelian, Pro Armenia pubblicò due numeri al mese fino all'ottobre 1908 e fu ampiamente distribuita a personalità di spicco in tutta Europa. Attraverso il Bureau, Mikaelian riuscì a garantire un ampio sostegno al movimento di liberazione nazionale armeno in Europa, mobilitando gli armenofili e svolgendo propaganda a favore di altre minoranze nazionali dell'Impero ottomano, in particolare i macedoni. Strinse un'alleanza particolarmente stretta con gli anarchici europei, con i quali simpatizzava per il comune anti-statalismo, l'internazionalismo socialista e il desiderio di abolire le frontiere. Nel 1903 Mikaelian si dimise dalla carica di caporedattore di Droshak e Sarkis Minassian assunse l'incarico.

### La cospirazione contro Abdul Hamid II
Decisi a vendicare le migliaia di armeni uccisi durante i massacri hamidiani, alcuni rivoluzionari armeni avevano iniziato a discutere di piani per assassinare il sultano Abdul Hamid II già nel 1896. Nell'aprile del 1901, l'ufficio occidentale dell'HHD aveva iniziato a pianificare l'assassinio del Sultano. Per finanziare tale azione, Mikaelian supervisionò il comando dell'operazione Potorig, che estorse una “tassa rivoluzionaria” a degli imprenditori armeni, raccogliendo complessivamente 432.500 franchi.
Nel marzo 1904, Mikaelian partecipò al terzo congresso dell'HHD nella capitale bulgara Sofia, dove si decise di sostituire il comitato centrale di Costantinopoli con quello che venne chiamato “Organo dimostrativo” (armeno: Ցուցադրական մարմին, romanizzato: Ts'uts'adrakan Marmin), che aveva il compito di organizzare manifestazioni politiche a sostegno della resistenza a Sasun. Mikaelian stesso fu eletto nell'organo dimostrativo, insieme a Mardiros Markarian, Tuman Tumyan, Sev Ashod e Hovnan Tavtian. Iniziarono a stampare pubblicazioni rivoluzionarie, importando e raccogliendo clandestinamente esplosivi.

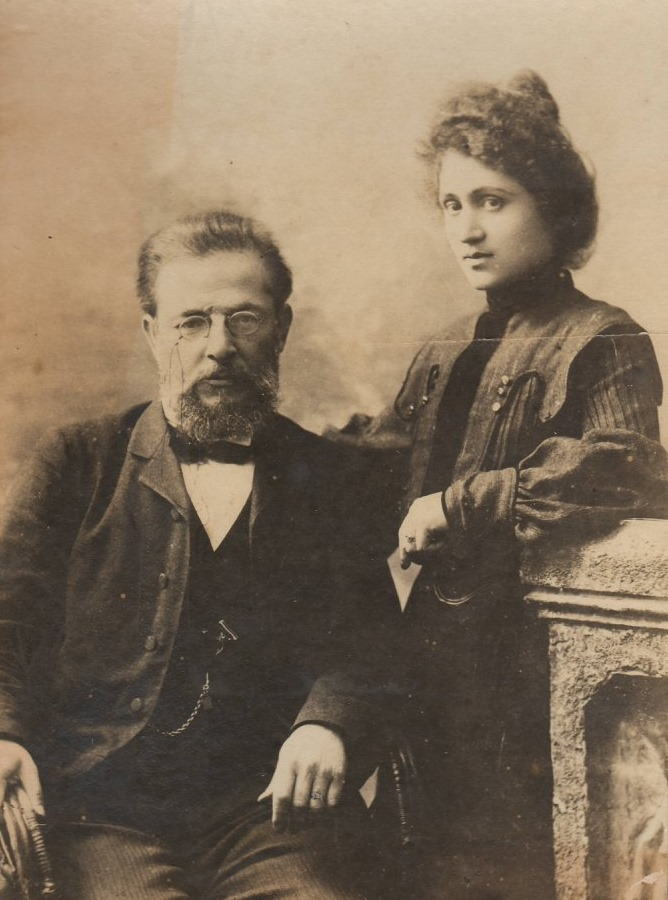
Mikaelian e Rubina Areshyan.

Pochi mesi dopo il terzo congresso dell'ARF, in una riunione ad Atene, l'organo dimostrativo decise di portare avanti il piano di assassinio di Mikaelian. Mikaelian stesso prese il comando dell'operazione. Organizzò inoltre anche azioni di sabotaggio a Smirne. Arruolò anche altri rivoluzionari, tra cui gli armeni Rubina Areshyan, Kris Fenerjian, Vramshabouh Kendirian, Krikor Sayian, nonché il belga Edward Joris e la tedesca Sophie Ribbs. Sotto pseudonimo, la maggior parte dei rivoluzionari si trasferì a Costantinopoli, mentre alcuni rimasero in Bulgaria per organizzare il trasporto degli esplosivi.
Nel novembre 1904, Joris affittò un appartamento vicino al palazzo, che mise a disposizione di Mikaelian e Areshyan per la pianificazione dell'assassinio che si dimostrò sin d'all'inizio un'impresa ardua, dal momento che il Sultano appariva raramente in pubblico. Mikaelian inizialmente suggerì di attaccare il Sultano durante un bayram, quando era prevista la sua visita al Palazzo Dolmabahçe, lanciando una bomba contro la sua carrozza di passaggio. Ma il Corpo Dimostrativo decise che l'occasione migliore per ucciderlo sarebbe stata dopo le preghiere del venerdì, durante la sua visita settimanale alla moschea di Yıldız Hamidiye. Poiché la cerimonia era un evento “altamente ritualizzato e pubblicizzato”, i rivoluzionari progettarono di presentarsi come ospiti europei e, all'apparire del Sultano, avrebbero inizialmente lanciato piccole bombe per poi far esplodere una grande bomba nascosta in una carrozza quando il Sultano si sarebbe avvicinato.
Nel gennaio 1905, Mikaelian e Kendirian si recarono in Bulgaria, dove iniziarono a testare gli esplosivi che intendevano utilizzare. Il 17 marzo 1905, i due rimasero uccisi in un'esplosione accidentale, mentre testavano le bombe sulle pendici del Vitoša. I funerali di Mikaelian si tennero a Sofia cinque giorni dopo, alla presenza di 6.000 persone, tra cui rivoluzionari armeni, macedoni e turchi.

## Conseguenze
Dopo la morte di Mikaelian, Markarian assunse il comando dell'operazione e portò a termine l'attentato il 21 luglio 1905. Ma, dal momento che Markarian aveva abbandonato il piano di Mikaelian che prevedeva l'impiego di bombe più piccole, il lancio della bomba contro la carrozza fu sbagliato e il Sultano sopravvisse all'attentato. L'attacco causò 26 morti e 58 feriti.